# Hide Away (film)
Hide Away è un film del 2011 diretto da Chris Eyre.
Il film, di genere drammatico, ha come protagonisti Josh Lucas, Ayelet Zurer e James Cromwell. È stato distribuito il 30 ottobre 2011.
È stato proiettato al festival South by Southwest 2011 con il titolo A Year in Mooring.